# The Perfect Clown
The Perfect Clown é um filme de comédia mudo produzido nos Estados Unidos e lançado em 1925.